# 자이쯔루
자이쯔루(중국어: 翟子路, 병음: Zhái Zilù, 한자음: 적자로, 영어: Helen Zhai, 1998년 3월 25일 ~ )는 중화인민공화국의 배우이다. 소속사는 멍양 문화이다.

## 영상 작품

### 드라마
- 2019년 아이치이 웹드라마《세계결아일개초련 : 사랑스러운 나의 럭키걸》 - 허위 역
- 2019년 텐센트 웹드라마《전직고수》  - 구비 역
- 2020년 텐센트 웹드라마 《구류패주》 - 염빈 역
- 2020년 후난위성텔레비전 금응독파극장 《친애적자기》 - 관샤오탕 역
- 2022년 후난위성텔레비전 금응독파극장 《여생청다지교》 - 구샤오 역